# Enrico I di Cipro
Enrico I di Cipro, noto anche come Enrico I di Lusignano, detto il Grosso (Nicosia, 3 maggio 1218 – Nicosia, 18 gennaio 1253), è stato re di Cipro dal 1218 fino alla sua morte.

## Biografia

### Infanzia e ascesa

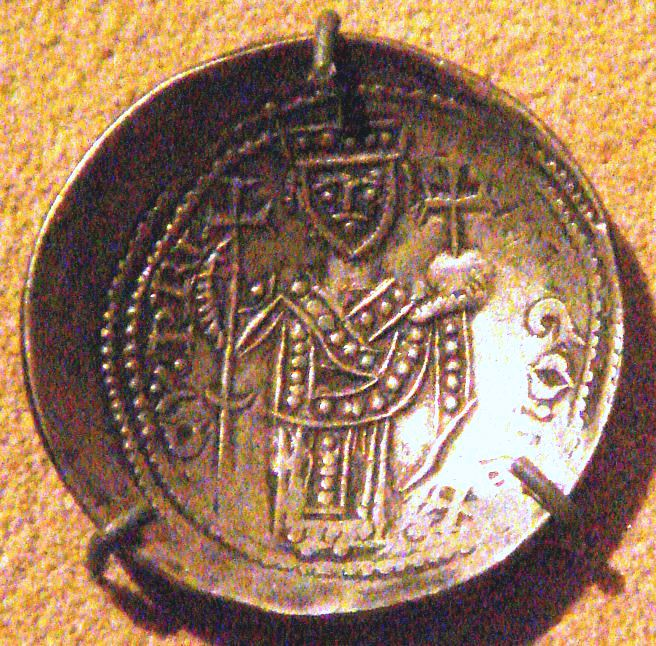
Ugo I di Cipro su un bisanzio

Sia secondo Les familles d'outre-mer, che il Recueil des historiens des croisades. Historiens occidentaux. Tome second, Enrico era l'unico figlio maschio del secondo re di Cipro della dinastia dei Lusignano, Ugo I e di Alice di Champagne, che, ancora secondo il Recueil des historiens des croisades. Historiens occidentaux. Tome second, era la figlia secondogenita della regina di Gerusalemme, Isabella di Gerusalemme e del suo terzo marito, il  conte di Champagne, Enrico II, che, secondo la Chronica Albrici Monachi Trium Fontium, Enrico era il figlio maschio primogenito del Conte di Champagne (conte di Troyes e conte di Meaux) e di Brie, Enrico I il Liberale e di Maria di Francia, che, sia secondo il cronista e monaco benedettino inglese, Matteo di Parigi, che secondo la Chronica Albrici Monachi Trium Fontium, Maria era la figlia primogenita di Luigi VII, detto il Giovane, re di Francia, e della duchessa d'Aquitania e Guascogna e contessa di Poitiers, Eleonora d'Aquitania, che, ancora secondo la Chronica Albrici Monachi Trium Fontium, era la figlia primogenita del duca di Aquitania, duca di Guascogna e conte di Poitiers, Guglielmo X il Tolosano e della sua prima moglie, Aénor di Châtellerault († dopo il 1130), figlia del visconte Americo I di Châtellerault e della Maubergeon, che al momento della sua nascita era l'amante di suo nonno Guglielmo IX il Trovatore.

Ugo I di Cipro, come ci conferma la Chroniques d'Amadi et de Strambaldi. T. 1, era figlio del re di Cipro e re di Gerusalemme, Amalrico II di Lusignano, e della sua prima moglie Eschiva di Ibelin., che, secondo Les familles d'outre-mer, era figlia di Baldovino di Ibelin ( †  1187), signore di Ibelin e signore di Ramla, e di Richilde di Bethsan, figlia di Guermond, signore di Bethsan.
Suo padre, Ugo I, sia secondo il Recueil des historiens des croisades. Historiens occidentaux. Tome second, che la Chroniques d'Amadi et de Strambaldi. T. 1, si recò a Tripoli, per partecipare al matrimonio della sua sorellastra, Melisenda con Boemondo IV di Antiochia.

Dopo il matrimonio della sorellastra, a Tripoli in Siria, nel 1218, sempre secondo la Chroniques d'Amadi et de Strambaldi. T. 1, Ugo si ammalò e, non molto tempo dopo morì, lasciando un unico figlio maschio di nove mesi, Enrico che gli succedette, come Enrico I; ancora secondo la Chroniques d'Amadi et de Strambaldi. T. 1, fu tumulato nella chiesa degli Ospitalieri di San Giovanni di Gerusalemme di Tripoli ed in seguito fu portato nella chiesa degli Ospitalieri di San Giovanni di Gerusalemme di Nicosia.

L'Alta Corte di Cipro, massimo organo rappresentativo della monarchia cipriota, affidò la reggenza alla regina madre Alice di Champagne, che secondo Les familles d'outre-mer, per il governo del regno si affidò ai suoi zii (fratellastri di sua madre, Isabella I), Filippo d'Ibelin e Giovanni di Ibelin, Signore di Beirut e connestabile di Gerusalemme, che furono reggenti per Enrico I, come conferma anche il documento III della Histoire de l'île de Chypre sous le règne des princes de la maison de Lusignan. 3 .

Enrico aveva due sorelle maggiori, Maria e Isabella.
Il papa Onorio III, preoccupato per la debolezza politica del regno di Cipro, mise la famiglia reale sotto la protezione del suo legato, il cardinale vescovo di Albano, Pelagio, e del Gran Maestro dell'Ordine dei Templari.

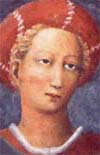
Alice di Champagne

Nonostante la regina madre Alice risiedesse perlopiù in Terrasanta, era tuttavia lei che riceveva la quasi totalità dei redditi regali ciprioti. Uno dei suoi primi atti, compiuti in nome di Enrico, fu di concedere, nel 1218, numerosi privilegi ai genovesi, che furono esentati dalle imposte commerciali ed ebbero una speciale giurisdizione propria sui propri connazionali, oltre a due possedimenti a Limassol e a Famagosta. La reggente inoltre inviò un contingente cipriota a partecipare alla V crociata, come era già nei piani del defunto marito Ugo; i crociati ciprioti però abbandonarono ben presto l'impresa per la disputa accesasi tra Giovanni di Brienne, re di Gerusalemme, e il legato pontificio Pelagio, causando il fallimento dell'impresa.

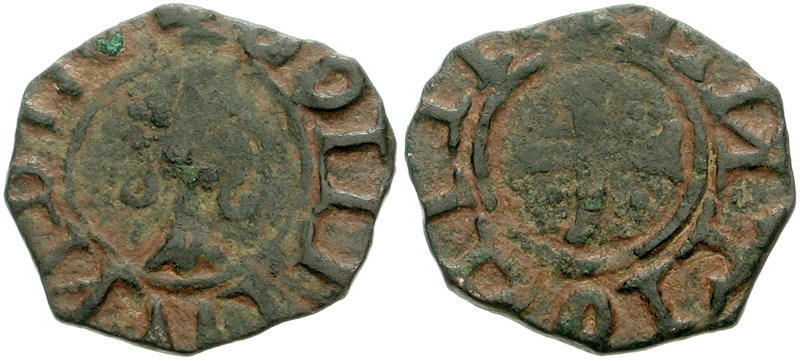
Una moneta di Boemondo V d'Antiochia

Secondo il Recueil des historiens des croisades. Historiens occidentaux. Tome second, prima del 1225, sua madre, Alice, si era sposata, in seconde nozze, sull'isola di San Tommaso che si trova di fronte a Tripoli, con Boemondo, figlio del Principe d'Antiochia e Conte di Tripoli, Boemondo IV e di Plaisance di Gibelletto (m. 1217).

Dopo il matrimonio, Alice ed il marito, decisero di togliere la reggenza del governo di Cipro a Filippo per darla, prima al nuovo marito di Alice, Boemondo, poi a Aimery Barlais, ma Filippo fu sostenuto dall'Alta Corte di Cipro e Aimery dovette lasciare l'isola assieme ad Alice e Boemondo che si stabilirono in Siria. Il secondo matrimonio di Alice ebbe breve durata; fu sciolto per consanguineità, nel 1228, come riporta la Chroniques d'Amadi et de Strambaldi. T. 1.
Gli Ibelin allora, temendo un possibile intervento dell'imperatore Federico II di Svevia, che poteva rivendicare la reggenza in nome del diritto di sovranità su Cipro stabilito nel 1197, nel 1225 organizzarono l'incoronazione del giovane Enrico, di appena otto anni, che avvenne nella cattedrale di Santa Sofia a Nicosia.

Stemma del casato degli Ibelin

### Rivalità con Federico II e primo matrimonio
L'imperatore giudicò irrispettosa della sua autorità sull'isola l'incoronazione di Enrico I, che da allora fu un burattino nelle mani della potente famiglia baronale degli Ibelin, capeggiata da Giovanni di Ibelin, signore di Beirut, succeduto alla fine del 1228 al fratello Filippo, morto in quell'anno, come luogotenente del regno. Alice invece, divorziata da Boemondo, si stabilì a San Giovanni d'Acri, non avendo più voce in capitolo, specie nella guerra civile che sconvolse l'isola dal 1229 al 1233. Il conflitto esplose a causa del contrasto tra gli Ibelin e il partito imperiale, guidato da Amalrico Barlais, che mirava ad assumere la reggenza.

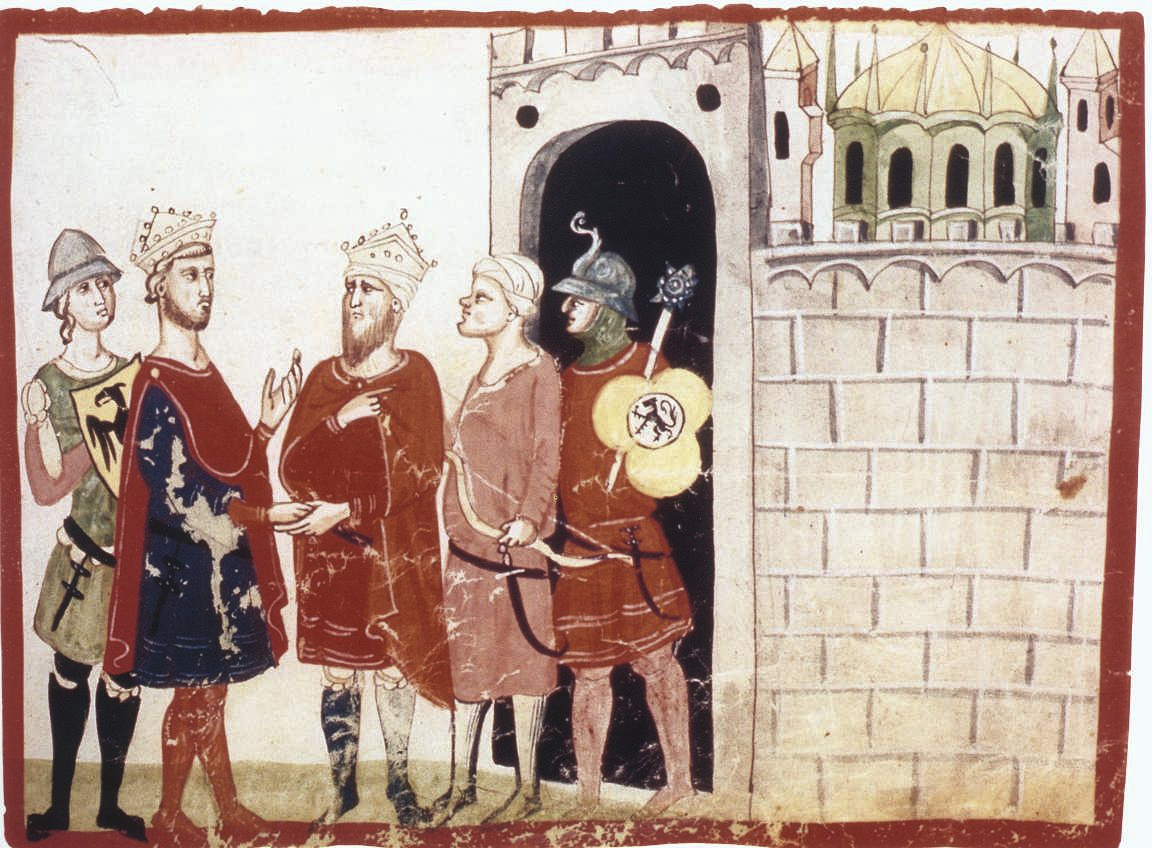
Federico II di Svevia durante la Sesta crociata (miniatura dalla Nova Cronica)

In seguito al rifiuto dell'Alta Corte, Amalrico si appellò a Federico II, in viaggio verso la Terrasanta in occasione della VI crociata: sbarcato a Cipro nel luglio del 1228 con il proposito di assicurarsi la persona del giovane sovrano cipriota, organizzò a Limassol un sontuoso banchetto, invitandovi Giovanni di Ibelin, i suoi figli e lo stesso Enrico I. Secondo il cronista Filippo di Novara, l'imperatore esortò i suoi ospiti a rinunciare alle vesti di lutto, indossate per la morte di Filippo di Ibelin, e a indossare i sontuosi abiti da festa da lui portate. Al termine del pranzo, però, i soldati imperiali fecero irruzione nella sala circondando gli invitati, mentre Federico intimò a Giovanni di rendergli conto dei redditi riscossi durante la reggenza. Il signore di Beirut si appellò allora all'Alta Corte, il solo organo competente a giudicarlo, lasciando tuttavia in ostaggio i suoi figli all'avversario, che portò Enrico con sé a Kiti e a Nicosia. Intanto però Giovanni si rifugiò a San Hilarion, da dove oppose resistenza agli imperiali, finché nel settembre del 1228 si giunse ad un accordo: Federico II avrebbe tenuto presso di sé il giovane sovrano cipriota, restituito gli ostaggi e provveduto a mettere suoi partigiani nelle città e nei castelli di Cipro fino alla maggiore età del sovrano, mentre Giovanni di Ibelin avrebbe accompagnato l'imperatore in Terrasanta. La nobiltà isolana allora giurò fedeltà all'imperatore, che il 3 settembre di quell'anno ripartì alla volta di Acri, conducendo con sé il re di Cipro.

Federico II, prima di partire, aveva esautorò Giovanni, nominando al suo posto cinque reggenti.
Rientrato da Acri nella primavera del 1229, Federico ricondusse Enrico I nel suo regno, dandogli in moglie, Alice (1210 † 1233), figlia del marchese del Monferrato, Guglielmo IV del Monferrato, che secondo la Chroniques d'Amadi et de Strambaldi. T. 1, era cugino dell'imperatore; Alice fu incoronata regina; la coppia però non visse a lungo assieme, visto che la sposa si ammalò e morì nel 1233, durante l'assedio di Kyrenia,.

Secondo la Chronique de l'Île de Chypre di Florio Bustron, la salma della regina fu consegnata a Enrico, portata a Nicosia e sepolta con tutti gli onori nella cattedrale di Santa Sofia a Nicosia.
Oltre che a dargli una moglie, Federico II aveva imposto al giovane monarca la potestà di cinque balivi, incaricati del governo dell'isola. Stando a Filippo di Novara, Enrico I fu prigioniero di Amalrico Barlais e dei suoi seguaci, mentre lo stesso cronista, cui venne imposto di giurare fedeltà ai nuovi dominatori, si inginocchiò davanti al sovrano cipriota chiedendo di essere giudicato da suoi pari. Quando però, nel luglio del 1229 i balivi mandarono il re sotto scorta a San Hilarion (dopo la caduta della fortezza, nell'aprile/maggio 1230), Enrico I ritornò sotto l'ala protettiva degli Ibelin.

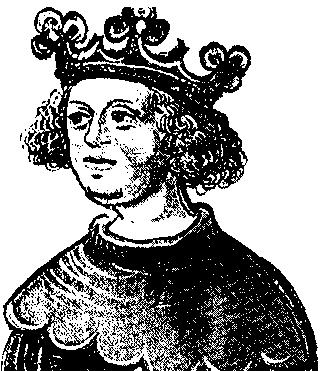
Corrado IV di Svevia, re di Gerusalemme

L'anno dopo Federico II inviò una flotta al comando dell'ammiraglio Filangeri, che sbarcò a Cipro; l'ammiraglio lesse al monarca il messaggio imperiale che imponeva l'esilio degli Ibelin, seguito dal rifiuto di Enrico di perseguire i suoi protettori. Allora l'esercito imperiale si diresse verso Beirut, feudo di Giovanni di Ibelin, impadronendosi della città. L'Alta Corte si riunì, su convocazione di Giovanni, prova evidente della subordinazione del re al potente clan baronale degli Ibelin; il nobile chiese infatti il sostegno di Enrico per riconquistare il suo feudo, non potendo avvalersi del supporto feudale in quanto egli aveva ricevuto Beirut, nel 1204, dal Re di Gerusalemme, che ora era proprio Federico II. Riuscì ad ottenere il suo scopo, perché i vassalli ciprioti si schierarono con lui, organizzando una spedizione a cui prese parte anche il sovrano; i ciprioti però furono messi in rotta dagli imperiali nella battaglia di Casale Imbert, del 3 maggio 1232, dove lo stesso Enrico I riuscì appena a salvarsi. Il Re però poté impedire che i suoi sostenitori disertassero, concedendo numerosi feudi e prestiti in denaro, come ai conti Giovanni I di Cesarea e a Giovanni di Giaffa, riuscendo a raggruppare un contingente di 233 cavalieri, ben decisi a riconquistare la loro posizione a Cipro.

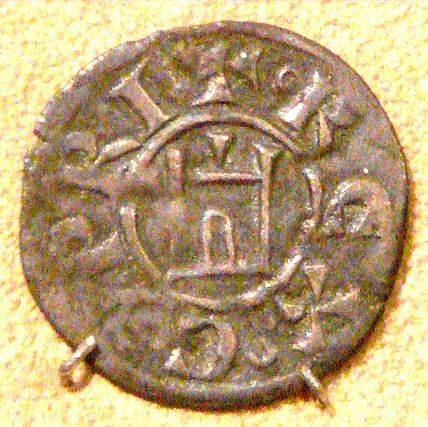
Moneta d'argento di Enrico I

In quel periodo, sua madre, Alice, lasciata la Terra santa, aveva raggiunto la contea di Champagne e, ritenendo di poter accampare diritti sulla contea di Champagne, con l'appoggio di molti nobili della contea riprese la contestazione contro il cugino, il conte di Champagne, Tebaldo IV, il quale, onde evitare di ricominciare una nuova guerra di successione, tra il 1232 ed il 1233, dovette tacitare Alice, pagando una cifra notevole (40.000 libbre), che fu prelevata dalle casse regie, per volere di Bianca di Castiglia e di suo figlio, il re di Francia, Luigi IX il Santo.
Quindi re Enrico, divenuto maggiorenne, sbarcò a Famagosta con Giovanni di Ibelin, grazie anche al supporto di navi genovesi; acclamato dalla popolazione, mise in fuga gli imperiali, costretti a ritirarsi a Nicosia. Poi, per ripagare i genovesi del loro aiuto navale, Enrico I concesse loro numerosi privilegi, confermati con un decreto reale datato 2 dicembre 1233: la Repubblica marinara di Genova poté disporre di una propria corte, fu esentata dalle imposte commerciali ed ebbe numerosi possedimenti immobili a Nicosia, Famagosta e Paphos e del Casale Despoire presso Limassol. Subito dopo l'esercito cipriota marciò verso Nicosia, affrontando le truppe imperiali, comandate dal Filangeri, ad Agridi, il 15 giugno 1232, dove il partito imperiale ebbe la peggio. Enrico, che era rimasto nelle retrovie con Giovanni di Ibelin, ottenne subito dopo la resa di Kantara, piazzaforte ove si erano rifugiati parte dei soldati del Filangeri.

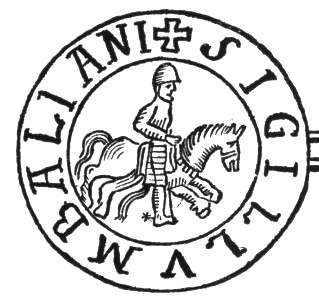
Ritratto di Baliano il Giovane

Entrato nella sua capitale, il giovane monarca convocò l'Alta Corte per giudicare i cinque reggenti, nominati da Federico II, e i loro sostenitori per alto tradimento, con la conseguente confisca dei beni, ceduti poi ai sostenitori del sovrano, come Gualtiero di Brienne, Enrico di Antiochia, Goffredo le Tor e Baldovino Bonvoisin. Le casse reali però erano ormai vuote: per tale ragione, Enrico dovette alienare alcune proprietà fondiarie reali all'arcivescovo di Nicosia.
Quando, nel 1236, Giovanni di Ibelin morì, Enrico I favorì i suoi figli nelle alte cariche di corte: Baliano subentrò al padre nel consiglio reale e fu nominato connestabile di Cipro, mentre il fratello Baldovino ebbe la nomina a siniscalco.

### Secondo matrimonio

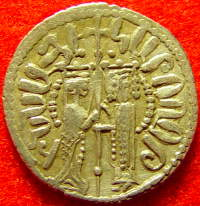
Moneta raffigurante il re Aitone I d'Armenia con la regina Zabel

Poi, nel 1238, il Re cipriota, Enrico I, secondo il Recueil des historiens des croisades. Historiens occidentaux. Tome second, sposò, in seconde nozze Stefania di Barbaron (1217 † 1249),  sorella di Aitone I (1215 † 1270), re della Piccola Armenia, e la fece incoronare regina; Stefania era figlia del signore di Barbaron e Partzerpert, Costantino di Barbaron, un potente nobile armeno nel regno armeno di Cilicia e di Alice (o Partzapert) di Lampron figlia di Aitone III signore di Lampron e della rupenide Rita, cugina di terzo grado di Leone III.

### Re di Cipro e reggente del regno di Gerusalemme

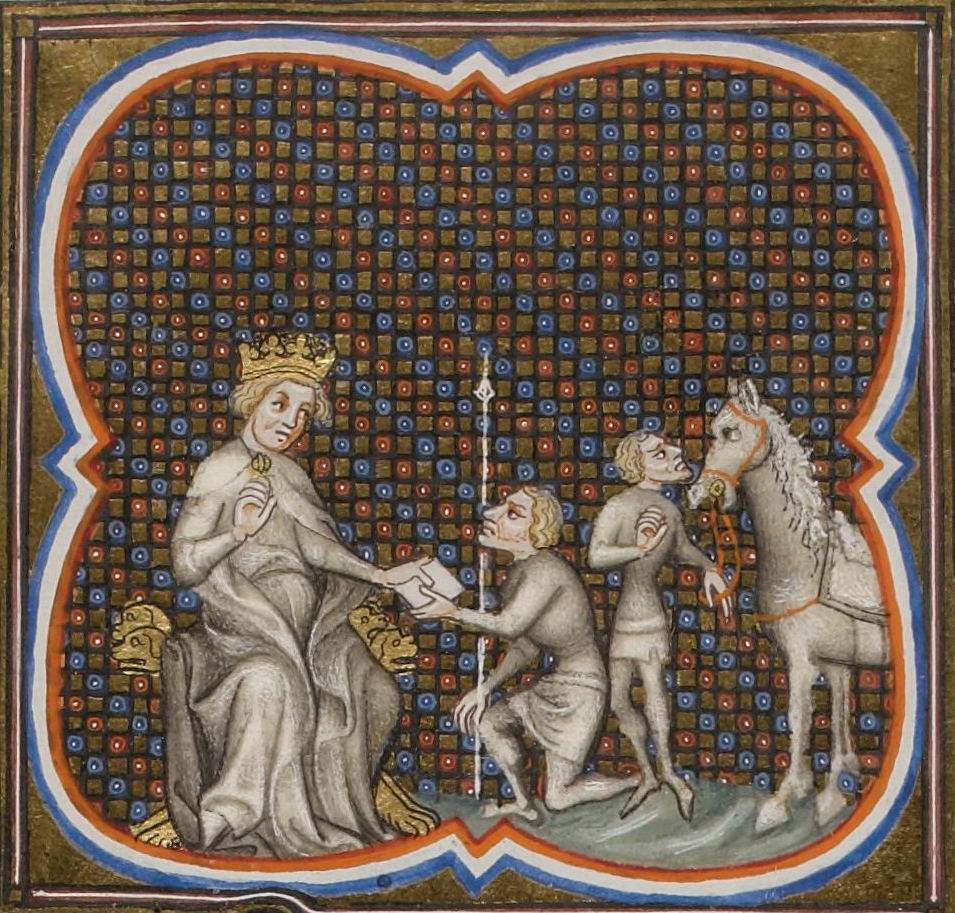
Enrico I di Cipro riceve un messaggio

Subito dopo la riconquista del trono e la sconfitta del partito imperiale, Enrico I si disinteressò della sorte del Regno di Gerusalemme, ignorando persino un appello dei poulains (i franchi nati in Terrasanta), per la nuova perdita della città di Gerusalemme, avvenuta nel 1244 ad opera degli Ayyubidi. Quando però, nel 1246, la madre Alice di Champagne morì, il re di Cipro divenne il parente più prossimo del nuovo titolare della corona gerosolomitana, Corrado IV, figlio di Federico II; in attesa che questi prendesse possesso dell'eredità, l'Alta Corte di Cipro proclamò Enrico "signore del Regno di Gerusalemme". A questo titolo inviò allora otto vascelli della sua flotta a difendere Ascalona, assediata dai musulmani, che tuttavia cadde ugualmente nel 1247.

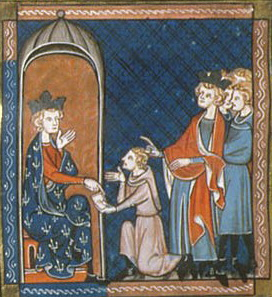
Enrico di Cipro e il re di Francia Luigi IX il Santo

Poco tempo dopo, il 21 agosto del 1248, il re di Francia Luigi IX giunse a Limassol come tappa intermedia per l'Egitto, dove intendeva condurre la Settima crociata. Enrico I lo accolse con grandissimi onori, fece ammassare provviste per i crociati in occasione della spedizione egiziana e organizzò il loro intrattenimento nell'isola, facendo giungere dalla Grecia prostitute e buffoni. Inoltre chiese al re francese di poter partecipare alla crociata con la sua armata, ottenendone il consenso; quindi, dopo aver imposto ai suoi nobili di prendere anche loro la croce, otto mesi più tardi prese il mare con la flotta francese, giungendo al largo delle coste egiziane nell'aprile del 1249. La crociata portò alla conquista della città di Damietta, sul delta del Nilo, dove Enrico entrò il 6 giugno 1249 a fianco del monarca capetingio.

Subito dopo però dovette abbandonare l'impresa, lasciando tuttavia al re di Francia un contingente di 120 cavalieri al comando del connestabile e del siniscalco di Cipro.

### Terzo matrimonio
Dopo essere rientrato nella sua isola, essendo morta in quello stesso anno durante la crociata la moglie Stefania, Enrico I, secondo il Recueil des historiens des croisades. Historiens occidentaux. Tome second, convolò, nel settembre del 1250, a nuove nozze con Piacenza di Antiochia, figlia dell'ex marito di sua madre, Alice, Boemondo V d'Antiochia, principe d'Antiochia e conte di Tripoli e di Luciana, figlia di Paolo Conti, signore di Valmontone, Sacco e Piombinara, uno dei nipoti di Papa Innocenzo III.; il matrimonio viene confermato anche dalla Chroniques d'Amadi et de Strambaldi. T. 1,.

### Morte
Enrico I di Cipro morì nel gennaio del 1253, a soli 36 anni; secondo la Chroniques d'Amadi et de Strambaldi. T. 1, Enrico I morì il 18 gennaio e fu tumulato nella chiesa degli Ospitalieri di San Giovanni di Gerusalemme di Nicosia; la notizia della morte di Enrico I viene riportata anche dal Recueil des historiens des croisades. Historiens occidentaux. Tome second.

A Enrico I succedette proprio il figlio in fasce, Ugo, come Ugo II sotto la reggenza della moglie Piacenza.

## Discendenza
Enrico I da Alice non ebbe figli.
Enrico I da Stefania non ebbe figli.
Enrico I da Piacenza ebbe un figlio:
- Ugo, (1253 - 1267), Re di Cipro[49] e reggente del regno di Gerusalemme

## Ascendenza
|                          |                       |                           | Genitori                 |  |  | Nonni |  |  | Bisnonni              |  |  | Trisnonni            |  |
|                          |                       |                           |                          |  |  |       |  |  | Ugo VIII di Lusignano |  |  | Ugo VII di Lusignano |  |
|                          |                       |                           |                          |  |  |       |  |  | Ugo VIII di Lusignano |  |  | Ugo VII di Lusignano |  |
|                          |                       | Sarracina di Lezay        |                          |  |  |       |  |  | Ugo VIII di Lusignano |  |  |                      |  |
| Amalrico II di Lusignano |                       |                           |                          |  |  |       |  |  | Ugo VIII di Lusignano |  |  |                      |  |
|                          |                       | Bourgogne de Rançon       | Goffredo di Rançon       |  |  |       |  |  |                       |  |  |                      |  |
|                          |                       | Bourgogne de Rançon       | Goffredo di Rançon       |  |  |       |  |  |                       |  |  |                      |  |
|                          |                       | Bourgogne de Rançon       | Falsifie di Moncontour   |  |  |       |  |  |                       |  |  |                      |  |
| Ugo I di Cipro           |                       | Bourgogne de Rançon       |                          |  |  |       |  |  |                       |  |  |                      |  |
|                          |                       | Baldovino di Ibelin       | Barisano di Ibelin       |  |  |       |  |  |                       |  |  |                      |  |
|                          |                       | Baldovino di Ibelin       | Barisano di Ibelin       |  |  |       |  |  |                       |  |  |                      |  |
|                          |                       | Baldovino di Ibelin       | …                        |  |  |       |  |  |                       |  |  |                      |  |
| Eschiva d'Ibelin         |                       | Baldovino di Ibelin       |                          |  |  |       |  |  |                       |  |  |                      |  |
|                          |                       | Richilde de Bethsan       | …                        |  |  |       |  |  |                       |  |  |                      |  |
|                          |                       | Richilde de Bethsan       | …                        |  |  |       |  |  |                       |  |  |                      |  |
|                          |                       | Richilde de Bethsan       | …                        |  |  |       |  |  |                       |  |  |                      |  |
| Enrico I di Cipro        |                       | Richilde de Bethsan       |                          |  |  |       |  |  |                       |  |  |                      |  |
|                          | Enrico I di Champagne | Tebaldo II di Champagne   |                          |  |  |       |  |  |                       |  |  |                      |  |
|                          | Enrico I di Champagne | Tebaldo II di Champagne   |                          |  |  |       |  |  |                       |  |  |                      |  |
|                          | Enrico I di Champagne | Matilde di Carinzia       |                          |  |  |       |  |  |                       |  |  |                      |  |
| Enrico II di Champagne   | Enrico I di Champagne |                           |                          |  |  |       |  |  |                       |  |  |                      |  |
|                          |                       | Maria di Francia          | Luigi VII di Francia     |  |  |       |  |  |                       |  |  |                      |  |
|                          |                       | Maria di Francia          | Luigi VII di Francia     |  |  |       |  |  |                       |  |  |                      |  |
|                          |                       | Maria di Francia          | Eleonora d'Aquitania     |  |  |       |  |  |                       |  |  |                      |  |
| Alice di Champagne       |                       | Maria di Francia          |                          |  |  |       |  |  |                       |  |  |                      |  |
|                          |                       | Amalrico I di Gerusalemme | Folco d'Angiò            |  |  |       |  |  |                       |  |  |                      |  |
|                          |                       | Amalrico I di Gerusalemme | Folco d'Angiò            |  |  |       |  |  |                       |  |  |                      |  |
|                          |                       | Amalrico I di Gerusalemme | Melisenda di Gerusalemme |  |  |       |  |  |                       |  |  |                      |  |
| Isabella di Gerusalemme  |                       | Amalrico I di Gerusalemme |                          |  |  |       |  |  |                       |  |  |                      |  |
|                          |                       | Maria Comnena             | Giovanni Comneno         |  |  |       |  |  |                       |  |  |                      |  |
|                          |                       | Maria Comnena             | Giovanni Comneno         |  |  |       |  |  |                       |  |  |                      |  |
|                          |                       | Maria Comnena             | Maria Taronitissa        |  |  |       |  |  |                       |  |  |                      |  |
|                          |                       | Maria Comnena             |                          |  |  |       |  |  |                       |  |  |                      |  |

## Giudizio storico
Figura scialba e priva di personalità, Enrico I sembra non aver avuto un ruolo determinante nella storia di Cipro e in quella della dinastia dei Lusignano, poiché, invece di imprimere un'impronta personale al suo governo, si lasciò guidare dagli eventi senza reagire. Soprannominato senza merito "il Liberale" per la sua bonomia verso i nobili e il popolo, dimostrò anche notevole inerzia in occasione di accadimenti che avrebbero richiesto il suo deciso intervento.

### Fonti primarie
- (LA)  Monumenta Germaniae Historica, Scriptores, tomus XXIII.
- (LA)  Histoire de l'île de Chypre sous le règne des princes de la maison de Lusignan, volume 3.
- (LA)  Monumenta Germaniae Historica, Scriptores, tomus XXII.
- (LA)  Matthæi Parisiensis, monachi Sancti Albani, Chronica majora, vol II.
- (FR)  Recueil des historiens des croisades. Historiens occidentaux. Tome second.
- (IT)  Chroniques d'Amadi et de Strambaldi. T. 1.
- (IT)  Chronique de l'Île de Chypre.

### Letteratura storiografica
- Charles Petit-Dutaillis, Luigi IX il Santo, cap. XX, vol. V, in Storia del mondo medievale, 1999, pp. 829–864.
- (EN)  The Kingdom of Cyprus and the Crusades, 1191-1374.
- (FR)  Les familles d'outre-mer.